# François Colin de Blamont
François Colin, cavaliere di Blamont (Versailles, 22 novembre 1690 – Versailles, 14 febbraio 1760) è stato un compositore francese dell'epoca barocca.

## Biografia
Figlio di Jeanne Collette e Nicolas Colin, ordinario di musica del re, che gli impartì la prima educazione musicale, François Colin fu ammesso all'età di diciassette anni alla musica della cappella reale e, allo stesso tempo, alla musica privata della duchessa di Maine. Era il fratello maggiore di Hyacinthe Collin de Vermont (1693-1761), pittore allievo di Jean Jouvenet. Vocalmente il giovane François era un haute-contre.
A metà degli anni 1710, Colin compose alcune arie, ma soprattutto una cantata intitolata Circé, basata su una poesia di Jean-Baptiste Rousseau: fu subito notato da Michel-Richard de Lalande, che gli offrì la sua protezione e ne perfezionò l'insegnamento. Frequentò i principali salotti dell'epoca, in particolare quelli della Duchessa di Maine, e partecipò alle Grandes Nuits de Sceaux, che si tenevano al Castello di Sceaux nel circolo degli Chevaliers de la Mouche à Miel. È anche noto per essere stato vicino alla Contessa di Fontaine, al Principe di Conti e al Reggente.
Nel 1719, acquisì la carica di sovrintendente alla musica della Camera reale da Jean-Baptiste Lully figlio e si ritrovò, insieme ad André Cardinal Destouches, ad essere il sovrintendente superstite, carica che ricoprì a pieno titolo a partire dall'incoronazione del Re e dalla sua maggiore età nel 1722-23. A quel tempo, i due compositori erano ancora sotto il controllo di Michel-Richard de Lalande, che stava orchestrando la sua successione a modo suo. François Colin aggiunse quindi Blamont al suo nome, che senza dubbio aveva ereditato da uno zio soldato dell'esercito di Luigi XIV. Allo stesso tempo, suo fratello Hyacinthe, pittore allievo di Hyacinthe Rigaud (suo padrino) e futuro rettore dell'Accademia Reale di Pittura, prese lo pseudonimo di Hyacinthe Colin de Vermont.
Colin de Blamont divenne subito famoso quando, il 13 luglio 1723, fece rappresentare all'Académie royale de musique di Parigi il balletto eroico Les Fêtes grecques et romaines, la prima opera di questo genere, a metà strada tra l'opera-balletto e la tragedia lirica. Il successo delle Fêtes grecques fu mantenuto da numerose riprese nel corso del XVIII secolo (1733, 1734, 1741, 1753, 1762, 1770); la terza voce, Les Saturnales, fu nuovamente musicata nel 1784 nell'opera Tibulle et Délie di Mademoiselle Beaumesnil. Nello stesso anno fu pubblicato l'acclamato Premier Livre de cantates françaises, seguito da altri due nel 1729. Tra i vari titoli, spiccano in particolare Didon e La Toilette de Vénus, che furono eseguiti più volte al Concert Spirituel a partire dal 1727. Nel 1725, il sovrintendente compose un intrattenimento per le nozze di Luigi XV, intitolato Le Retour des Dieux sur la Terre ("Il ritorno degli dei sulla terra"), a cui seguirono molte altre opere di questo genere (Les Présents des Dieux nel 1727, L'Impromptu du Labyrinthe nel 1728, Le Caprice d'Erato nel 1729, ecc.)
Alla pastorale Endymion del 17 maggio 1731, che fu accolta freddamente dal pubblico, seguì Les Caractères de l'amour, un balletto rappresentato prima a corte nel 1736, poi all'Académie royale de musique il 15 aprile 1738, con grande successo, e riproposto nel 1749. Questo balletto eroico è composto da un prologo e da tre, poi quattro voci.
A Versailles, Colin de Blamont era il principale responsabile dei piaceri quotidiani di Maria Leszczyńska e dei suoi figli amanti della musica: insieme a Destouches, organizzava i concerti della regina nei suoi appartamenti, ma anche a Fontainebleau, Compiègne e Marly, quando la corte viaggiava. Il suo compito fu raddoppiato a partire dal 1747 con l'arrivo della Delfina Maria Giuseppina di Sassonia, anch'ella appassionata di musica. Colin de Blamont partecipò ad eventi straordinari con opere pompose per occasioni speciali, come il Ballet du Parnasse eseguito nel cortile di marmo per la nascita del Delfino nel 1729, o la tragedia lirica Giove conquistatore dei Titani eseguita al teatro del maneggio della Grande Écurie per il matrimonio del principe nel 1745. Infine, concluse la sua carriera di compositore lirico con un balletto eroico rappresentato al Teatro dei Petits-Appartements della Marchesa di Pompadour nel 1750.
Bernard de Bury, suo allievo, gli dedicò il suo unico libro per clavicembalo nel 1737, quando aveva solo diciassette anni, e in seguito sposò la nipote del suo maestro. Jean-Baptiste Cardonne, un altro allievo di Colin de Blamont, lo onorò con i mottetti che eseguiva alle messe del Re.
Colin de Blamont si distinse in particolare durante la disputa nota come "querelle dei Te Deum", che contrappose i sous-maîtres della Cappella ai sovrintendenti della Camera, i quali ritenevano entrambi di avere il diritto di condurre le esecuzioni ufficiali dell'inno nella cappella. Colin de Blamont entrò in violento conflitto con Bernier, poi con Campra e Blanchard su questo argomento. Senza dubbio fu in questo contesto che compose il suo Te Deum, che fu eseguito a Versailles, ma anche in altre parrocchie e al Concert Spirituel, tra il 1726 e il 1758. Una versione rivista nel 1745 dimostra che il compositore era desideroso di aggiornare la sua opera.
Oltre alle sue composizioni musicali, che comprendono anche mottetti (pubblicati nel 1732) e arie (pubblicate in 5 libri tra il 1729 e il 1755), Colin de Blamont pubblicò un'opera di estetica, l'Essai sur les gouts anciens et modernes de la musique française, in risposta agli attacchi di Jean-Jacques Rousseau, pubblicato nel 1754, in un momento in cui il conflitto tra musica francese e italiana era al centro di tutte le discussioni (la cosiddetta Querelle des Bouffons). In questo opuscolo, Colin de Blamont elogia i meriti di Rameau in particolare, ma soprattutto tenta di conciliare le vie italiane e francesi.

## Opere
Il catalogo delle opere di Colin de Blamont è stato realizzato da Benoît Dratwicki del Centro di musica barocca di Versailles. Le opere, classificate per genere, iniziano con le lettere FCB a cui segue un numero di tre cifre.

## Discografia
- Te Deum, pour ensemble orchestral et vocal, Yves Rudelle et le Collegium Ars Renata, premier enregistrement mondial, 1 LP (Princeps/Le Club Français du Disque), Mars 1968.
- Didon, cantate à voix seule et symphonie, Marc Minkowski et Les Musiciens du Louvre, 1 CD (Archiv Produktion), 2003.
- Circé, cantate à voix seule et symphonie, Agnès Mellon et l'ensemble Barcarole, Alpha production, 1 CD, 2005.
- Égine ou Les Fêtes de Thétis, ballet héroïque (1750), Sébastien d'Hérin, clavecin et direction, Virginie Pochon, Caroline Mutel, Jean-Sébastien Bou, Arnaud Marzorati et Les Nouveau Carectères, dans le coffret « 200 ans de musique à Versailles » CD11 (1 CD), France musique 2007, (EAN 5-425008-37620-2)
- Circé, cantate à voix seule et symphonie, Mélodie Ruvio, Sylvain Sartre, Margaux Blanchard et l'ensemble Les Ombres, Ambronay Editions, 1 CD, 2010.
- Les Festes grecques et romaines, ballet en musique, Sylvain Sartre, Margaux Blanchard et l'ensemble Les Ombres, Ambronay Éditions, 1 CD, 2010.
- Te deum, Ensemble Stradivaria, Chœur Marguerite Louise, dir. Gaëtan jarry. Cd Château de Versailles spectacles 2010.